# Éric de Frioul
Éric de Frioul (en italien : E(n)rico del Friuli ; † 799) est un chef administratif et militaire franc qui fut duc de Frioul de 789 à 799.

## Biographie
Originaire de la région de Strasbourg, il est parfois considéré comme le fils du comte Gérold de Vintzgau (dont la fille Hildegarde fut la seconde épouse de Charlemagne) mais cette filiation n'est pas prouvée.
Représentant du pouvoir carolingien, Éric fut placé à la tête du duché de Frioul et joua un rôle de premier plan dans la guerre que menèrent en Pannonie les Francs contre les Avars, aussi appelés « Huns ». En 796, lors d'une campagne dirigée par Pépin, roi d'Italie et fils de Charlemagne, les Avars furent repoussés au-delà de la Tisza et Éric, qui commandaient les contingents italiens, attaqua leur capitale, le « Ring des Huns » (Hun(n)orum Hringum), qui fut pris d'assaut avec ses nombreux trésors ; « de mémoire d'homme, écrira le chroniqueur Éginhard, les Francs n'avaient pas encore soutenu de guerre qui les eût enrichis davantage et comblés de plus de dépouilles ».
Lors d'un conflit avec les Croates en Liburnie, il trouva la mort près de T(h)arsatica (auj. Rijeka, Croatie) ; Éginhard raconte que, « après de nombreuses et remarquables victoires, [Éric] fut pris et assassiné par les habitants de Tarsatica, ville de Liburnie ».
Son ami, l'évêque Paulin d'Aquilée, avait composé pour lui vers 795-796 un petit ouvrage, le Liber exhortationis, connu comme étant le premier « miroir des princes » du Moyen Âge. À la mort d'Éric, il composera un chant funèbre en son honneur intitulé Versus de Erico duce.

## Sources primaires
- Annales Laurissenses
- Annales Fuldenses
- Éginhard, Vie de Charlemagne
- Paulin d'Aquilée, Liber exhortationis & Versus de Erico duce